# Георгиос Тилигадис
Георгиос Тилигадис, известен като капитан Тимос или Палас (на гръцки: Γεώργιος Τηλιγάδης, Τίμος, Πάλλας), е гръцки офицер и революционер, деец на гръцката въоръжена пропаганда в Македония от началото на XX век.

## Биография
Георгиос Тилигадис е роден в източномакедонския град Драма, тогава в Османската империя. Получава чин сержант от пехотата в гръцката армия.
Присъединява се към гръцкия македонски комитет и влиза в четата на Телос Агапинос (капитан Аграс), която през септември 1906 година навлиза в Македония. Четата се установява в Ениджевардарското езеро. При нападението над българското село Жервохор на 14 ноември 1906 година Георгиос Тилигадис е ранен, но продължава сражението заедно с Йоанис Деместихас (капитан Никифорос).
- Аграс и четата му. Аграс е четвърти, първи – Йоанис Ипсилантис, трети – Георгиос Тилигадис[6], пети – Толис Янаковитис, седми Йоргос Янаковитис, осми Петрос Янаковитис[7]
- Четата на Аграс и Тилигадис